# ماوگوژاتا کوزووفسکا
ماوگوژاتا کوزووُفسکا (لهستانی: Małgorzata Kozłowska؛ زادهٔ ۴ فوریه ۱۹۹۵) بازیگر اهل لهستان است.
از فیلم‌ها یا مجموعه‌های تلویزیونی که وی در آن‌ها نقش داشته‌است، می‌توان به خون از خون، خانه کشیش و پدر متیو اشاره نمود.